# Yernée-Fraineux
Yernée-Fraineux (en wallon Yernêye) est une section de la commune belge de Nandrin située en Région wallonne dans la province de Liège.
C'était une commune à part entière avant la fusion des communes de 1977.

## Démographie
- Sources:INS, Rem:1831 jusqu'en 1970=recensements, 1976= nombre d'habitants au 31 décembre

## Patrimoine et culture

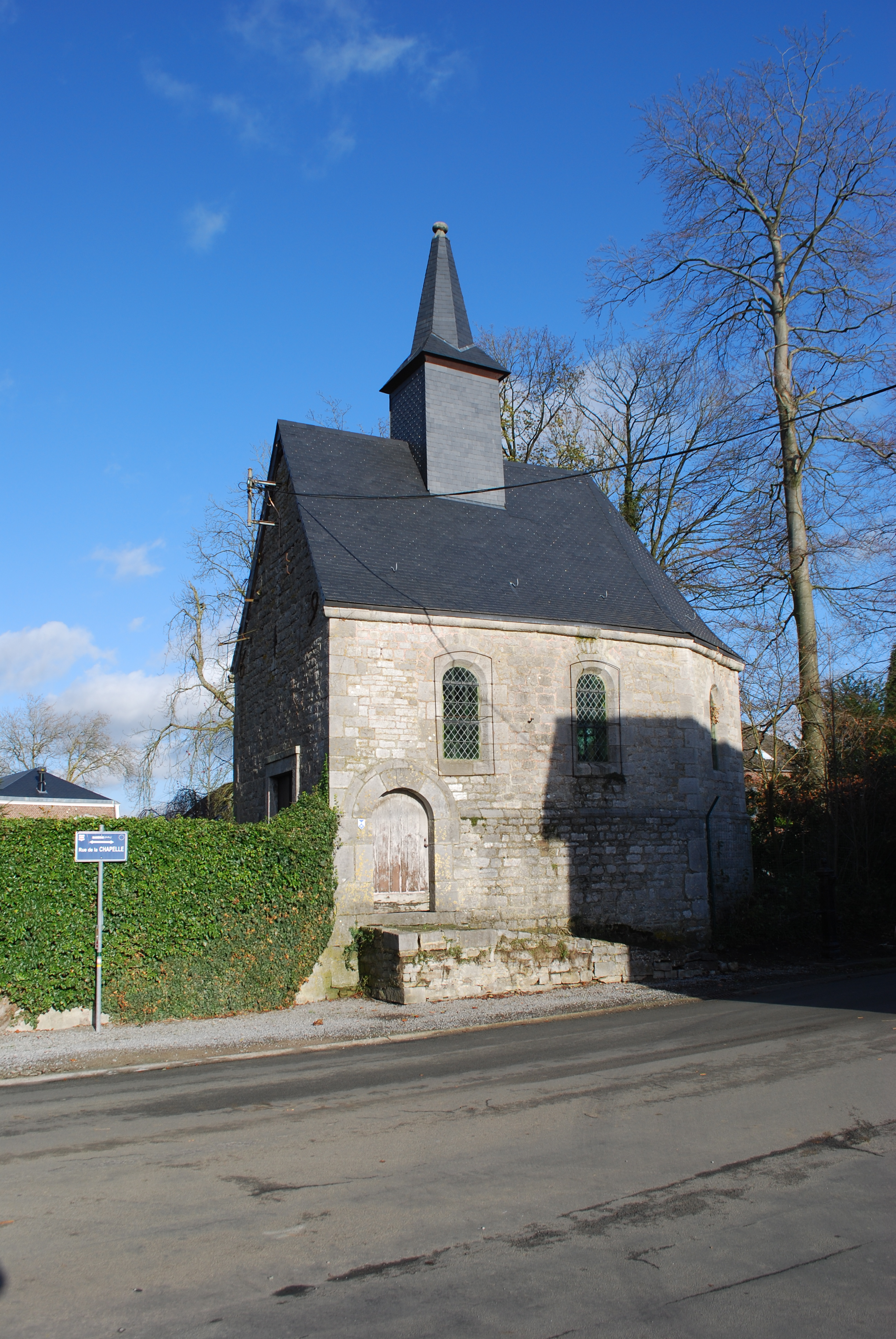
Chapelle du château de Fraineux.
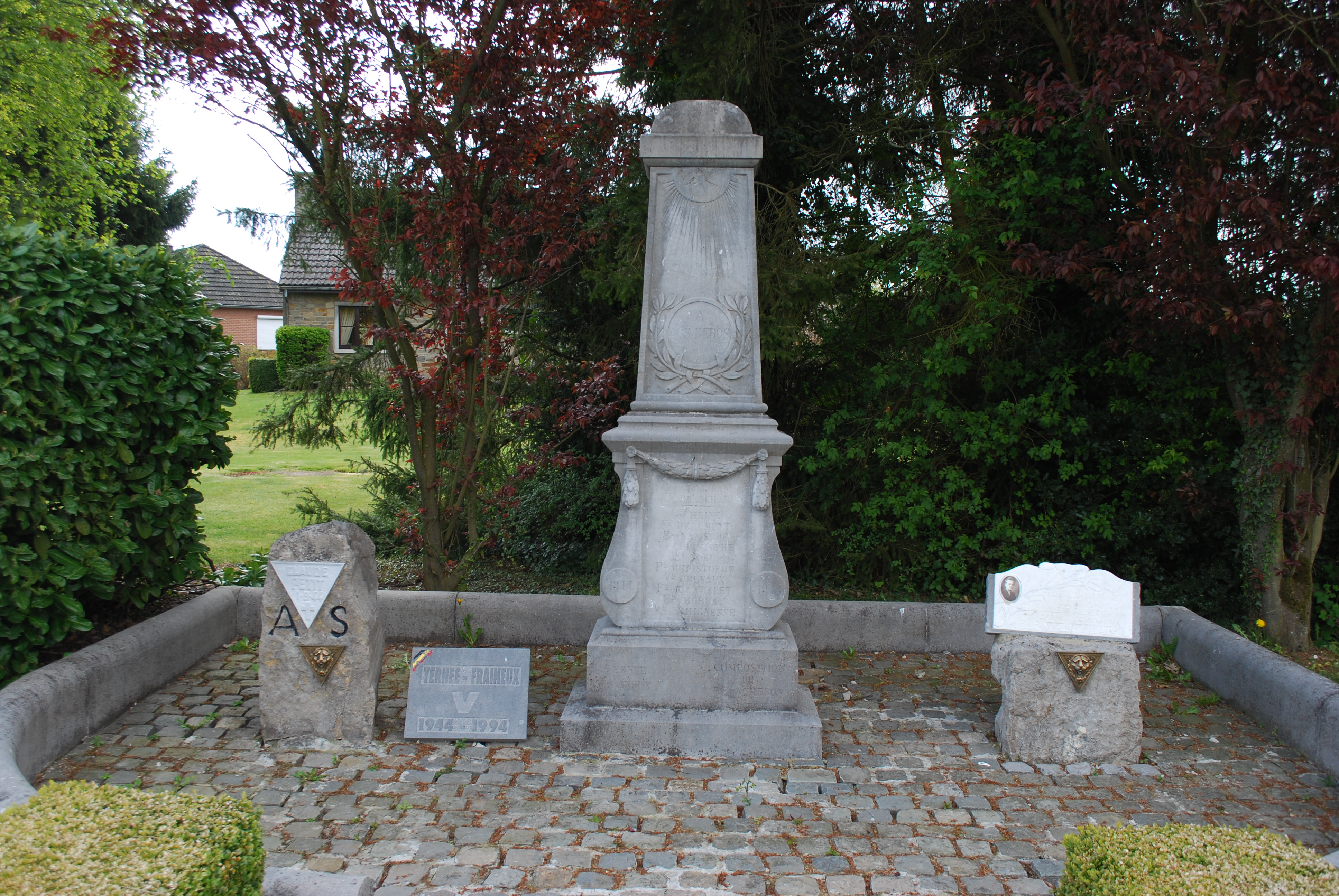
Monument aux morts de Yernée-Fraineux.
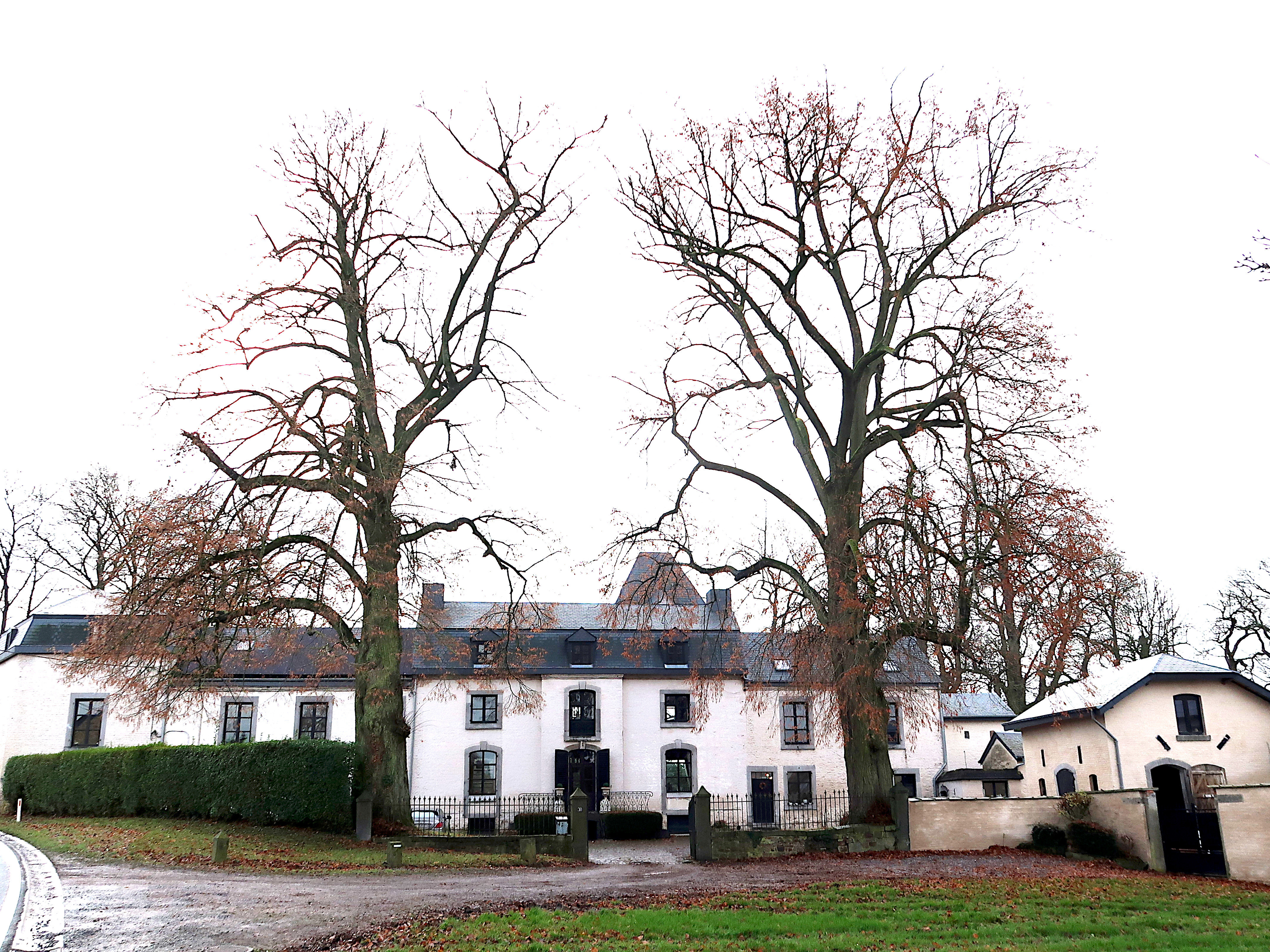
Château de Yernée.
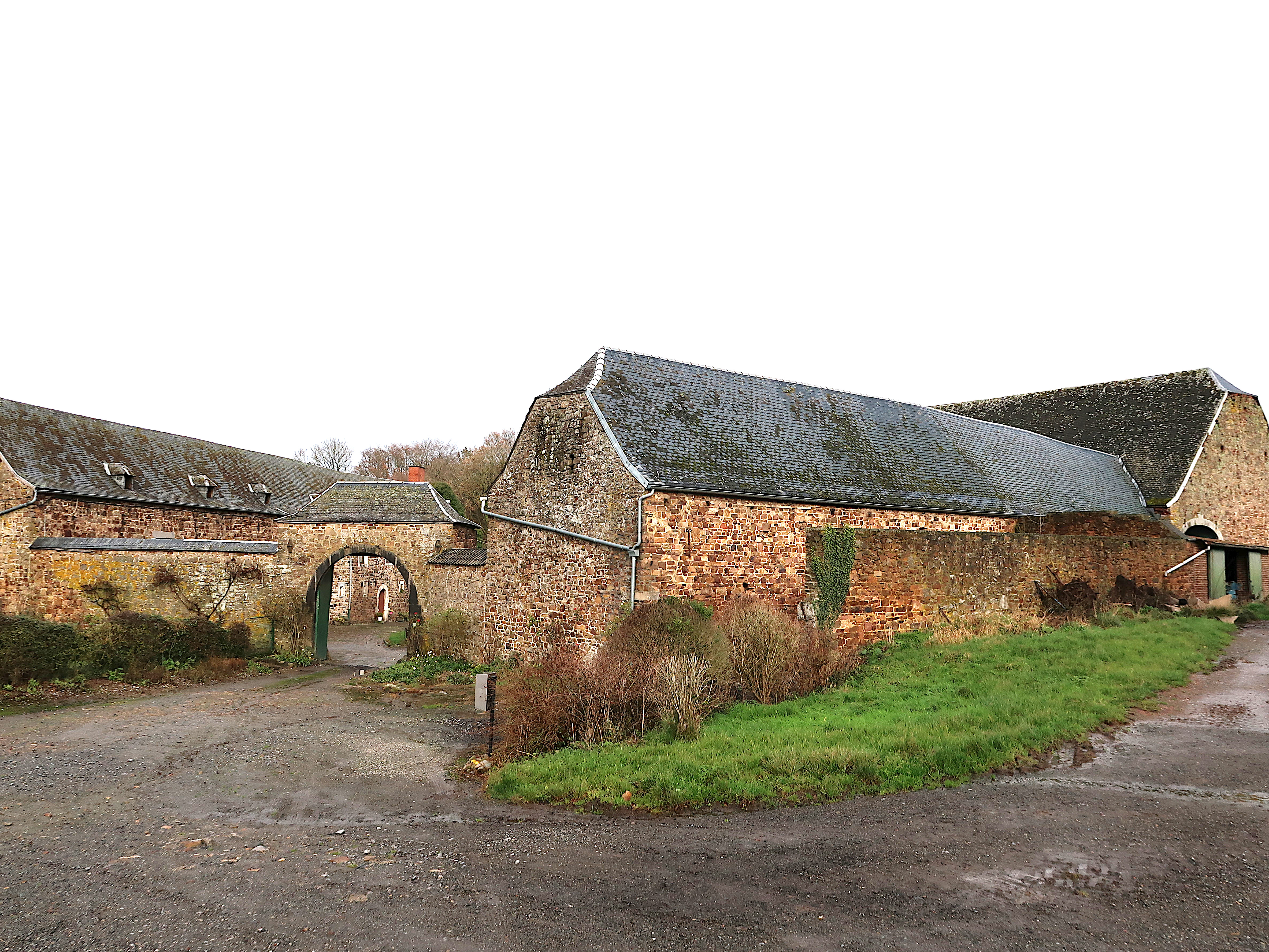
Ferme clôturée à Yernée.
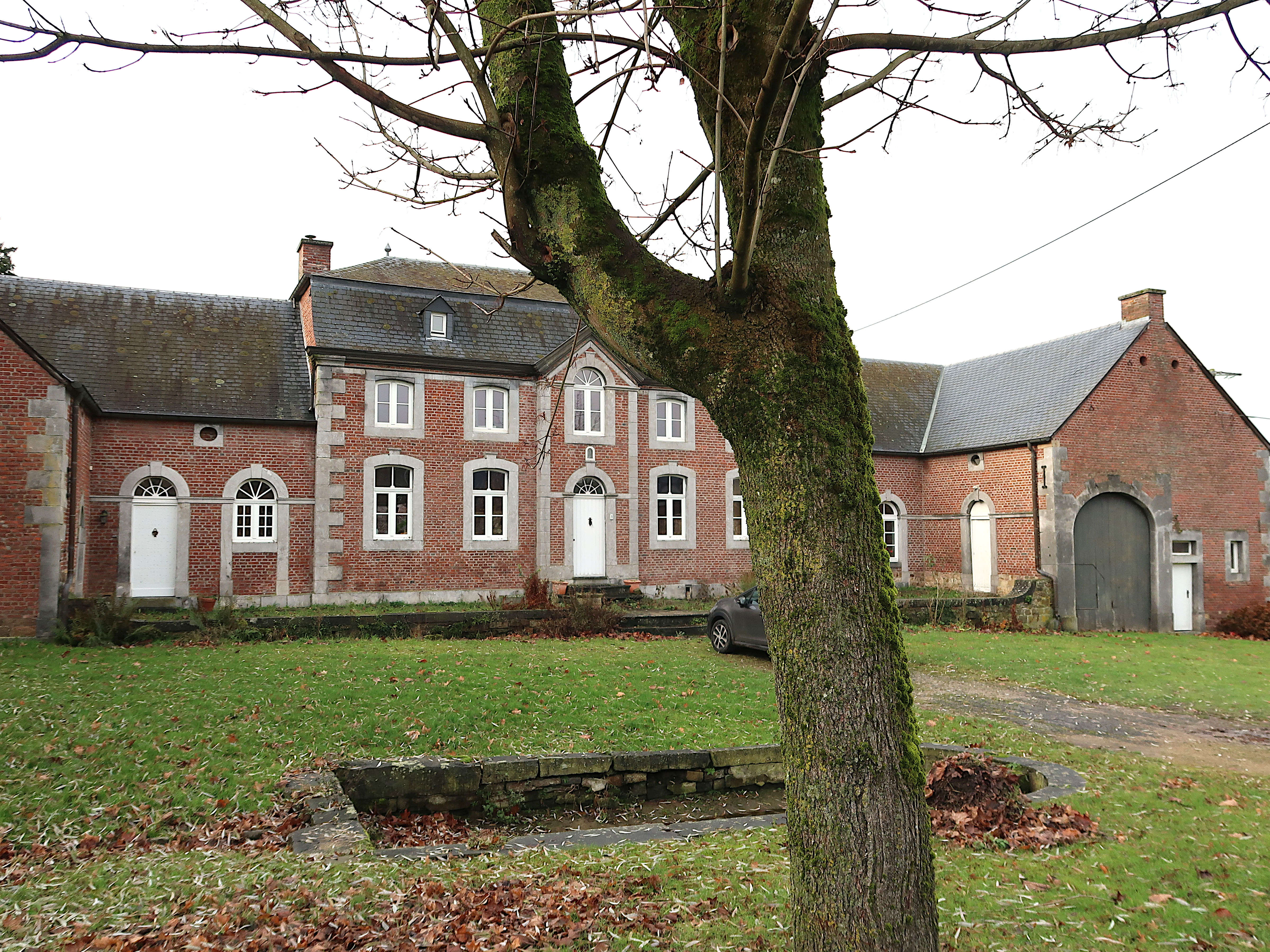
Habitation de 1787 à Yernée.